# Inklin (rivière)
L'Inklin est une rivière canadienne d'une longueur de 80 km qui coule dans la province de la Colombie-Britannique. Elle est un affluent de la Rivière Taku qu'elle forme en confluant avec la Nakina.

## Source de la traduction
- (de) Cet article est partiellement ou en totalité issu de l’article de Wikipédia en allemand intitulé « Inklin River » (voir la liste des auteurs).